# Джорджія Тейлор-Браун
Джорджія Тейлор-Браун (англ. Georgia Taylor-Brown, нар. 15 березня 1994) — британська тріатлоністка, срібна призерка Олімпійських ігор 2020 року.

## Виступи на Олімпіадах
| Олімпіада  | Дисципліна | Місце |
| ---------- | ---------- | ----- |
| Токіо 2021 | тріатлон   | 2     |
| Токіо 2021 | естафета   | 1     |
| Париж 2024 | тріатлон   | 6     |